# マーメイドの季節
『マーメイドの季節』（マーメイドのきせつ）は、ネットビレッジ株式会社がゲームビレッジブランドから発売したWindows用恋愛アドベンチャーゲーム。発売日は2001年3月16日。同年12月13日にプレイステーションに移植された。
ネットビレッジ株式会社が初めて自社ブランドで出したゲームである。パソコンの美少女ゲームとしては珍しく、18禁ではない全年齢対象作品となっている。ストーリー進行に支障が出るほどのバグの多さが話題となった。
なお本作のシナリオを担当した山田桜丸は、後の直木賞作家・桜庭一樹の別名である。

## 概要
ゲームは基本的に、「ヒロインと親しくなること」「謎のホームページについて調べること」の二つの目的を並行して進めることになる。一日に2 - 3回、街を移動し、そこで出会った人物と会話をすることで話を進める。会う人物がヒロインであれば好感度が上がり、男性であれば「調査度」が上がる。この「調査度」にはグラフがあり、手がかりとなる話を聞く事で少しずつ上がっていく。なお、一定の期限までに「調査度」を100%にしていないと、自動的にバッドエンドになってしまう。
ゲームは夏休みを舞台にしており、2部構成になっている。ふたつの目的を達成すると第2部がスタートする。ここでは4人のヒロインのうち、もっとも親密になった女の子とその後のストーリーが展開される。

## スタッフ
- キャラクターデザイン：成瀬ちさと
- シナリオ：山田桜丸

## ストーリー
近未来。アンドロイドが一般家庭に普及する程度に技術は発達しているが、人々の生活はさほど現代と変わらない時代。
主人公・高幡雅人は、夏休みの初日、自宅のポストの中に、ホームページのアドレスが記されたメモを見つける。アクセスしてみると、そのページには「君の近しい人に危険が迫っている。助けられるかどうかは君次第だ」という謎のメッセージが表示されるだけだった。
人魚伝説の残る海辺の街で、夏休みを過ごすうち、雅人は、幼馴染を含む四人の女性と親しくなっていく。それと並行して、世間では人型アンドロイド「マーメイド」の回収騒動が持ち上がっていた。

## 主要登場人物
高幡 雅人（たかはた まさと）
名前設定不可、ビジュアル無し、音声なしの主人公。中肉中背、成績も中の上と、絵に描いたように凡庸な高校二年生。
両親共に健在だが、現在は家を空けており、一人暮らし状態。
中学時代は陸上部に所属し、そこそこのタイムを出していたが、靭帯を切る怪我をしたために引退。高校では何の部活にも入らず、海辺の喫茶店、「アクアルージュ」でアルバイトをしている。
大沢 夏菜（おおさわ なつな）
声 : 那須めぐみ
主人公の同級生で、家も隣同士。明るく家庭的な性格で、毎朝主人公を起こしに来て、朝食も作ってくれるという典型的な幼馴染。
1か月前に両親を交通事故で亡くし、現在は一人暮らし。何くれとなく気を遣う主人公を心配させまいとして、必要以上に明るくふるまっている。
「ぱっちーくん」というキャラクターがお気に入りで、身の回りの小物を「ぱっちーくん」柄で揃えている。
武蔵野 ひなた（むさしの ひなた）
声 : 柳沢真由美
主人公の一学年上の先輩。ショートカットのスポーツ少女。
異性より同性にモテるタイプで、下級生の女子から絶大な人気を誇り、本人非公認のファンクラブまでできている。しかし、ひなた自身は、あまり同性から騒がれるのを好ましく思っていない。
「男は男らしく、女は女らしく」という前時代的な家庭に育ち、警官になるという夢も、家族中から反対されている。そんな家風に反発し、わざと男っぽくふるまっている節がある。
射撃の選手だが、高校には射撃部がなかったため、自ら学校側に直訴し、特例として彼女一人だけの射撃部を主宰している。
若葉 琴野（わかば ことの）
声 : 中川亜紀子
主人公の同級生。メガネにゆるく編んだ三つ編みがトレードマークの大人しい女の子。
主人公たちが通う学校、若葉学園の学園長の娘。その立場から、同級生からは敬遠され、本人の引っ込み思案な性格もあって、友人はほとんどいない。
内向的な自分を変えたいと願い、そのきっかけ作りとして、主人公が働く喫茶店でアルバイトを始める。
片倉 優月（かたくら ゆづき）
声 : 折笠富美子
地元の国立大学に通う女子大生。それと並行して、地元ケーブルテレビの「お天気お姉さん」としても活躍している。細身の長身にロングヘアの知的美女。
ブラウン管で見せる明るい語り口とは対照的に、普段はやけに冷めた態度をしており、つねにタバコをふかしている。
初対面の主人公に対し「あなたの声が大嫌い」と言い放ったり、自分の台詞を復唱させるなど、不可解な言動が多い。誰かの面影を主人公に重ねて見ている

片倉 雄三
声 :北村弘一

国領 京也
声 :大川透

武蔵野 直人
声 :山岸功

稲城 虎ノ介
声 :鈴木千尋

武蔵野 彩
声 :山本麻里安

鈴
声 :小暮英麻

## バグ
出来の良し悪し以上に話題になったのが、このゲームの致命的なまでのバグである。ことに初回版はひどく、まともにストーリーを進められないほどのものであった。以下に例を挙げる。
- 画面上の台詞と音声が一致しない、あるいは背景と台詞が食い違う。
- 画面で選択した移動先と違う場所に移動する。
- 特定の場面を見ると停止する、あるいは無限ループに陥る。
- あるヒロインのルートを選んだのに、突然別のヒロインのルートにワープする。

最終的な公式発表ではバグは20か所以上にも及び、そのほとんどがストーリーの根幹に関わる部分だった。すぐに修正パッチが公開されたものの、そのパッチにもバグが含まれていた上に、セーブデータの互換機能がなく最初からやり直さなければならなかった。
プレイステーション版では上記のようなバグはなくなっている。

## 主題歌
オープニングテーマ「その花はユメみる」
作詞：山田桜丸 / 作曲・編曲：桑原和男 / 歌：那須めぐみ
挿入歌「太陽と海のカケラ」
作詞：山田桜丸 / 作曲・編曲：桑原和男 / 歌：那須めぐみ